# Adaptive Inflationserwartung
Adaptive Inflationserwartungen sind Prognosen über Inflationsraten, die sich aus vergangenen Erfahrungen ableiten und Schätzfehler zur Korrektur einbeziehen. Dabei lernen die Wirtschaftssubjekte aus ihren Fehlern und versuchen, diese in ihrer neuen Erwartungsbildung zu korrigieren: Sie revidieren ihre Erwartungen von Periode zu Periode „entsprechend der Abweichung der tatsächlichen Inflationsrate von der erwarteten Inflationsrate“. Allgemein sind Inflationserwartungen die Vorstellungen, die ein Wirtschaftssubjekt vor Beginn einer bestimmten Periode über die Inflationsrate dieser Periode entwickelt.
Die erwartete Inflationsrate
- bleibt gleich, wenn die tatsächliche Inflationsrate mit der erwarteten Inflationsrate der Vorperiode übereinstimmt,
- wird erhöht, wenn die tatsächliche Inflationsrate höher ist als die erwartete Inflationsrate in der Vorperiode,
- wird gesenkt, wenn die tatsächliche Inflationsrate niedriger ist als die erwartete Inflationsrate in der Vorperiode.

## Begriffliche Abgrenzung
Die Fachliteratur unterscheidet zwischen statischen, autoregressiven und rationalen Inflationserwartungen.
- Bei der statischen Inflationserwartung ist die erwartete Inflationsrate konstant, das heißt, sie ist unabhängig von Veränderungen in der ökonomischen Umwelt.
- Zu den autoregressiven Erwartungen zählen die extrapolativen und adaptiven, die inhaltlich übereinstimmen und sich lediglich formal unterscheiden.
- In beiden Ansätzen werden Erwartungen aus Vergangenheitswerten gebildet. Eine Gegenhypothese sind die rationalen Erwartungen, die künftige Inflationsraten aus einem als bekannt unterstellten ökonomischen Modell herleiten.

## Berechnung
Die untenstehende Gleichung besagt, „dass die erwartete Inflationsrate in der Periode {\displaystyle t+1} von der zuvor erwarteten Inflationsrate und der mit {\displaystyle h} gewichteten Abweichung der tatsächlichen von der erwarteten Inflationsrate abhängt“. Dabei ist {\displaystyle h} eine Zahl zwischen null und eins. „Je größer der Korrekturfaktor h, desto schneller erfolgt die Anpassung der Erwartungen an die tatsächliche Entwicklung.“
{\displaystyle \Pi _{t+1}^{e}=\Pi _{t}^{e}+h(\Pi _{t}-\Pi _{t}^{e})\!\,}
Generell ist die errechnete Inflationserwartung keine Konstante, „sondern eine von der vergangenen Inflationserwartung abhängige und damit prinzipiell variable Größe“ Aufgrund der Anpassung der Inflationserwartung an die tatsächliche Inflationsrate, werden die Fehler der Erwartung tendenziell abgebaut. Jedoch sind laufende Erwartungsirrtümer unvermeidlich, wenn die tatsächliche Inflationsrate nicht konstant ist.
Durch Rekursion der vorigen Gleichung erkennt man, dass adaptive Inflationserwartungen von den früheren tatsächlichen Inflationsraten abhängen:
{\displaystyle \Pi _{t+1}^{e}=h\sum _{i=0}^{\infty }(1-h)^{i}\Pi _{t-i}\!\,}
Danach ist die erwartete Inflationsrate „ein gewogenes arithmetisches Mittel der vergangenen Erfahrungswerte“. Die Gewichtung der Einzelwerte nimmt mit steigendem i ab, weshalb „die weit in der Vergangenheit liegenden Erfahrungen nur noch einen geringen Einfluss auf die tatsächlichen Erwartungsbildungen besitzen“.

## Fachliche Einordnung
Die Phillips-Kurve beschreibt den Zusammenhang zwischen der Veränderung von Nominallöhnen bzw. Preisen und der Arbeitslosigkeit. An diesem Trade-off äußerten die Monetaristen Edmund Phelps und Milton Friedman 1967 und 1968 die Kritik, dass kein langfristiger, sondern nur ein kurzfristiger negativer Zusammenhang zwischen der Inflation und der Arbeitslosigkeit bestehe, da sie den Wirtschaftssubjekten adaptive Erwartungen unterstellten.
Demnach führt eine Erhöhung der Inflationsrate kurzfristig zu einer Senkung der Arbeitslosenquote, aber nur solange, wie noch ein Erwartungsirrtum über die Inflationsrate besteht. Wenn dieser Erwartungsirrtum revidiert wurde und die erwartete und die tatsächliche Inflationsrate übereinstimmen, wird die Arbeitslosenquote langfristig auf ihr natürliches Niveau zurückgehen.

## Anwendungsbeispiel
Dieser Zusammenhang zwischen der Inflation und der Arbeitslosigkeit, nach Friedman und Phelps, soll an einem Beispiel erklärt werden.
Voraussetzungen nach Friedman und Phelps:
- die Wirtschaftssubjekte (hier: Arbeitnehmer) unterliegen einer Geldillusion, d. h. sie machen die Entscheidungen über ihr Arbeitsangebot und ihrer Lohnforderung von der erwarteten Inflationserwartung abhängig,
- die Arbeitnehmer erkennen eine Erhöhung des Preisniveaus erst zum Ende einer Periode,
- die Unternehmen hingegen realisieren schon zu Beginn einer Periode die Preisniveausteigerung.

Wenn das Preisniveau nun steigt, erhöht sich bei unverändertem Nominallohn auch die Arbeitsnachfrage der Unternehmen. Das Arbeitsangebot hingegen bleibt gleich, da die Arbeitnehmer die Preisniveauerhöhung noch nicht realisiert haben.
Aufgrund der Erweiterung der Geldmenge im Zusammenhang mit steigenden Preisen kann die Zentralbank nun die Beschäftigung erhöhen.
Bei adaptiven Erwartungen der Arbeitnehmer passen diese ihre Erwartungen allmählich an die tatsächliche Inflationsrate an und verlangen entsprechend höhere Lohnzuschläge. Auf diese Weise erhoffen sie, die auftretenden Kaufkraftverluste ausgleichen zu können.
Daraus folgt, dass der Reallohn ansteigt und dies bewirkt wiederum, dass der Beschäftigungsgrad erneut auf sein ursprüngliches Niveau sinkt.
Wenn die Zentralbank ihre expansive Geldpolitik weiter fortsetzt, bleibt die Inflationsrate auf ihrem neuen, höheren Niveau.
Diese Anpassungsprozesse können sich „beliebig oft wiederholen, wobei jedes Mal eine kurzfristige Phillips-Kurve entsteht (in der Abbildung PK1 bis PK3), bei der die natürliche Arbeitslosenquote û immer mit einer höheren Inflationsrate gekoppelt ist“
Zusammenfassend lässt sich festhalten, dass bei diesen Vorgängen zwar die Inflationsrate ansteigt, die Beschäftigung jedoch unverändert bleibt. Hier wird deutlich, dass der trade-off zwischen Inflation und Arbeitslosigkeit tatsächlich nur kurzfristig zustande kommt. Langfristig passen sich die Arbeitnehmer entsprechend ihrer adaptiven Erwartung an die aktuelle Wirtschaftslage an.